# Persone di nome Jordi
| Questa pagina contiene informazioni ricavate automaticamente dalle voci biografiche con l'ausilio del template Bio e di un bot. L'aggiornamento è periodico e automatico e ricostruisce completamente la pagina. Se manca una persona in questa lista, sei pregato di non aggiungerla, ma accertati piuttosto che la sua voce biografica contenga il template Bio e che i dati anagrafici siano correttamente compilati. Se il template Bio manca, inseriscilo tu stesso o, in alternativa, metti l'avviso {{tmp\|Bio}} che ne segnala la mancanza. Se i dati riportati sono sbagliati, correggi direttamente la voce biografica; le modifiche saranno visibili in questa lista entro pochi giorni. Per chiarimenti vedi il progetto antroponimi. La lista contiene solo le 79 persone che sono citate nell'enciclopedia e per le quali è stato implementato correttamente il template Bio. Pagina aggiornata al 16 ott 2024. |

Questa è una lista di persone presenti nell'enciclopedia che hanno il prenome Jordi, suddivise per attività principale.

## Allenatori di calcio(4)
- Jordi Codina, allenatore di calcio e ex calciatore spagnolo (Barcellona, n. 1982)
- Jordi Condom, allenatore di calcio e ex calciatore spagnolo (Palamós, n. 1969)
- Jordi Roura, allenatore di calcio e ex calciatore spagnolo (Llagostera, n. 1967)
- Jordi Tarrés Páramo, allenatore di calcio e ex calciatore spagnolo (Barcellona, n. 1981)

## Allenatori di pallacanestro(1)
- Jordi Fernández, allenatore di pallacanestro spagnolo (Badalona, n. 1982)

## Artisti(1)
- Jordi Colomer, artista spagnolo (Barcellona, n. 1962)

## Attori(6)
- Jordi Coll, attore, cantante e ballerino spagnolo (Mataró, n. 1985)
- Jordi Mollà, attore spagnolo (L'Hospitalet de Llobregat, n. 1968)
- Jordi Rebellón, attore spagnolo (Barcellona, n. 1957 - Madrid, † 2021)
- Jordi Sánchez, attore spagnolo (Barcellona, n. 1964)
- Jordi Vilasuso, attore statunitense (Miami, n. 1981)
- Jordi Vilches, attore spagnolo (Salt, n. 1979)

## Bibliotecari(1)
- Jordi Rubió i Balaguer, bibliotecario, filologo e storico spagnolo (Barcellona, n. 1887 - Barcellona, † 1982)

## Calciatori(22)
- Jordi Alba, calciatore spagnolo (L'Hospitalet de Llobregat, n. 1989)
- Jordi Aláez, calciatore andorrano (Sant Julià de Lòria, n. 1998)
- Jordi Amat, calciatore spagnolo (Canet de Mar, n. 1992)
- Jordi Benet, ex calciatore andorrano (n. 1980)
- Jordi Calavera, calciatore spagnolo (Cabra del Camp, n. 1995)
- Jordi Cortizo, calciatore messicano (Santiago de Querétaro, n. 1996)
- Jordi Escura, ex calciatore andorrano (Andorra la Vella, n. 1980)
- Jordi Ferrón, ex calciatore spagnolo (Barcellona, n. 1978)
- Jordi Figueras, ex calciatore spagnolo (Lleida, n. 1987)
- Jordi Gómez, ex calciatore spagnolo (Barcellona, n. 1985)
- Jordi López, ex calciatore spagnolo (Granollers, n. 1981)
- Jordi Martins Almeida, calciatore brasiliano (Volta Redonda, n. 1993)
- Jordi Masip, calciatore spagnolo (Sabadell, n. 1989)
- Jordi Masó, calciatore spagnolo (Fontcoberta, n. 1992)
- Jordi Mboula, calciatore spagnolo (Granollers, n. 1999)
- Jordi Osei-Tutu, calciatore inglese (Slough, n. 1998)
- Jordi Quintillà, calciatore spagnolo (Barcellona, n. 1993)
- Jordi Pablo, ex calciatore spagnolo (Vinaròs, n. 1990)
- Jordi Rubio, calciatore andorrano (Andorra la Vella, n. 1987)
- Jordi Sánchez, calciatore spagnolo (Barcellona, n. 1994)
- Jordi Vanlerberghe, calciatore belga (Duffel, n. 1996)
- Jordi Xumetra, calciatore spagnolo (L'Estartit, n. 1985)

## Cardinali(1)
- Jordi d'Ornós, cardinale e vescovo cattolico francese (Perpignano - Carpentras, † 1452)

## Cestisti(10)
- Jordi Bonareu, ex cestista spagnolo (Mataró, n. 1934)
- Jordi Freixanet, ex cestista spagnolo (Manresa, n. 1962)
- Jordi Llorens, ex cestista spagnolo (Barcellona, n. 1973)
- Jordi Millera, ex cestista spagnolo (Barcellona, n. 1971)
- Jordi Pardo, ex cestista spagnolo (Santa Coloma de Gramenet, n. 1968)
- Jordi Parra, ex cestista spagnolo (Badalona, n. 1934)
- Jordi Singla, ex cestista spagnolo (Manresa, n. 1970)
- Jordi Soler, ex cestista spagnolo (Mataró, n. 1969)
- Jordi Trias, ex cestista spagnolo (Gerona, n. 1980)
- Jordi Villacampa, ex cestista e dirigente sportivo spagnolo (Reus, n. 1963)

## Ciclisti su strada(3)
- Jordi Meeus, ciclista su strada belga (Lommel, n. 1998)
- Jordi Simón, ex ciclista su strada spagnolo (Navàs, n. 1990)
- Jordi Warlop, ciclista su strada belga (Diksmuide, n. 1996)

## Dirigenti sportivi(3)
- Jordi Grimau, dirigente sportivo e ex cestista spagnolo (Barcellona, n. 1983)
- Jordi Lardín, dirigente sportivo e ex calciatore spagnolo (Manresa, n. 1973)
- Jordi Torrás, dirigente sportivo e ex giocatore di calcio a 5 spagnolo (Sant Vicenç dels Horts, n. 1980)

## Doppiatori(1)
- Jordi Hurtado, doppiatore, conduttore radiofonico e conduttore televisivo spagnolo (Sant Feliu de Llobregat, n. 1957)

## Etologi(1)
- Jordi Sabater Pi, etologo spagnolo (Barcellona, n. 1922 - Barcellona, † 2009)

## Fumettisti(1)
- Jordi Bernet, fumettista spagnolo (Barcellona, n. 1944)

## Gambisti(1)
- Jordi Savall, gambista, violoncellista e direttore d'orchestra spagnolo (Igualada, n. 1941)

## Hockeisti su pista(4)
- Jordi Adroher, hockeista su pista spagnolo (Ribes de Freser, n. 1984)
- Jordi Bargalló, hockeista su pista spagnolo (Sant Sadurní d'Anoia, n. 1979)
- Jordi Burgaya, hockeista su pista spagnolo (n. 1995)
- Jordi Méndez, hockeista su pista spagnolo (Igualada, n. 1998)

## Imprenditori(1)
- Jordi Cuixart i Navarro, imprenditore e attivista spagnolo (Santa Perpètua de Mogoda, n. 1975)

## Marciatori(1)
- Jorge Llopart, marciatore spagnolo (El Prat de Llobregat, n. 1952 - Badalona, † 2020)

## Nuotatori(1)
- Jordi Caceres Iglesias, nuotatore artistico spagnolo (n. 2004)

## Pallanuotisti(1)
- Jordi Sans, ex pallanuotista spagnolo (Barcellona, n. 1965)

## Pallavolisti(1)
- Jordi Ramón, pallavolista spagnolo (Sóller, n. 1999)

## Piloti automobilistici(1)
- Jordi Gené, pilota automobilistico spagnolo (Sabadell, n. 1970)

## Piloti motociclistici(5)
- Jordi Arcarons, pilota motociclistico spagnolo (Vic, n. 1962)
- Jordi Carchano, pilota motociclistico spagnolo (Sant Quirze del Vallès, n. 1984)
- Jordi Tarrés, pilota motociclistico spagnolo (Rellinars, n. 1966)
- Jordi Tixier, pilota motociclistico francese (n. 1992)
- Jordi Torres, pilota motociclistico spagnolo (Rubí, n. 1987)

## Poeti(1)
- Jordi de Sant Jordi, poeta spagnolo (Valencia)

## Politici(2)
- Jordi Sànchez i Picanyol, politico e attivista spagnolo (Barcellona, n. 1964)
- Jordi Pujol i Soley, politico spagnolo (Barcellona, n. 1930)

## Presbiteri(1)
- Jordi Mas Castells, presbitero e missionario spagnolo (La Garriga, n. 1930 - la Garriga, † 2010)

## Rugbisti a 15(1)
- Jordi Murphy, rugbista a 15 irlandese (Barcellona, n. 1991)

## Tennisti(2)
- Jordi Arrese, ex tennista spagnolo (Barcellona, n. 1964)
- Jordi Burillo, ex tennista spagnolo (Mataró, n. 1972)

## Velisti(1)
- Jordi Calafat, ex velista spagnolo (Palma di Maiorca, n. 1968)